# Partia Pracy (Nowa Zelandia)
Partia Pracy  (ang. Labour Party) – centrolewicowa i socjaldemokratyczna nowozelandzka partia polityczna.

## Historia
Labour Party powstała w 1916 roku z połączenia różnorodnych grup socjalistycznych i związkowych oraz Zjednoczonej Partii Pracy (założonej w 1910) i Partii Socjaldemokratycznej (założonej w 1913); jednym z założycieli i długoletnim przywódcą był Peter Fraser; od 1930 reprezentowana w parlamencie, w 1935 po raz pierwszy przejęła władzę; we wczesnym okresie działała na rzecz ustawodawstwa socjalnego, ochrony mniejszości społecznej (zwłaszcza Maorysów), uspołecznienia banków i środków masowego przekazu. w latach 80. zaangażowała się w ustawodawstwo antynuklearne i ochronę środowiska oraz dążenie do większej niezależności od USA w polityce zagranicznej. Następnie ewoluowała w kierunku liberalizmu gospodarczego.  
Skupia część klasy robotniczej, drobną i średnią burżuazję oraz część klasy średniej. Jedna z dwóch głównych partii Nowej Zelandii. Pozostawała w opozycji do Nowozelandzkiej Partii Narodowej (różnice programowe między nimi stopniowo zanikają); rządząca w latach 1935–1949, 1957–1960, 1972–1975 i 1984–1990, 1999–2008 i 2017–2023.
W latach 1999–2008 na czele rządu tworzonego przez Partię Pracy stała Helen Clark, która od 1993 zajmowała stanowisko lidera partii. Po porażce w wyborach w 2008 na czele partii stanął Phil Goff, który w 2011, po kolejnej przegranej partii w wyborach, ustąpił ze stanowiska. Nowym liderem Partii Pracy został wówczas David Shearer, który ustąpił ze stanowiska w 2013 roku. W latach 2013–2014 liderem partii był David Cunliffe. W latach 2014–2017 liderem był Andrew Little, który złożył rezygnację ze stanowiska po historycznie niskim wyniku sondaży dla tej partii. Po jego rezygnacji Jacinda Ardern została wybrana na lidera partii. Poparcie Partii Pracy gwałtownie wzrosło po tym, jak Ardern została przywódczynią, i poprowadziła swoją partię do zdobycia 46 mandatów w wyborach powszechnych w 2017 roku i utworzenia rządu koalicyjnego. W 2020 roku poprowadziła Partię Pracy do miażdżącego zwycięstwa, zdobywając 65 mandatów w parlamencie, co było pierwszym przypadkiem utworzenia rządu większościowego od wprowadzenia systemu reprezentacji proporcjonalnej w 1996 roku. 19 stycznia 2023 roku Ardern ogłosiła, że rezygnuje ze stanowiska przywódczyni Partii Pracy. Obecnym liderem Partii jest Chris Hipkins.